# Islas de Entrecasteaux
Las islas de Entrecasteaux son un conjunto de islas situadas en el océano Pacífico. Las islas que las integran son Fergusson (Kaluwawa), Goodenough (Morata), Normanby (Duau), Sanaroa, Dobu y otras islas menores. Su área es 3100 km² y su población es de 45.094 habitantes. Son parte de la provincia de Milne Bay, Papúa Nueva Guinea.

## Historia
Llevan ese nombre por el navegante francés Antoine Raymond Joseph de Bruni d'Entrecasteaux (1739–1793), que en su barco la Espérance, navegó por la zona en 1782 mientras buscaba a su compatriota desaparecido, Jean-François de Galaup, comte de La Pérouse.
- Datos: Q855297
- Multimedia: D'Entrecasteaux Islands / Q855297